# ロジェ・デゾルミエール
ロジェ・デゾルミエール（Roger Désormière、1898年9月13日 - 1963年10月25日）は、フランスの指揮者、作曲家。

## 経歴
ヴィシーに生まれた。1914年からパリ音楽院でフルートをフィリップ・ゴーベールに、管弦楽法をヴァンサン・ダンディに、フーガをシャルル・ケクランに、和声をグザヴィエ・ルルーに学んだ。
はじめフルート奏者として活動したが、1920年、指揮者としてデビューし、1922年にはパリ音楽院でダリウス・ミヨーの『花のカタログ』を初演している。デゾルミエールはまたアンリ・ソーゲらとともにエリック・サティによって創始されたアルクイユ楽派の一員だった。デゾルミエールはジャン・コクトーの『ロメオとジュリエット』（1924年）の付随音楽を作曲した。
1924年から1925年までバレエ・スエドワ、1925年から1929年にディアギレフが没するまでバレエ・リュスの指揮者を務めた。パリの聴衆は彼を「デゾ」の愛称をもって呼んだ。
1930年代には映画音楽の指揮および作曲を行った（『ゲームの規則』など）。1936年から3年間にわたり、若きフランスの演奏会を指揮した。1936年、オペラ＝コミック座の指揮者となり、1944年から1946年まで同劇場の音楽監督を務めた。
第二次世界大戦中は占領下のパリでレジスタンスの音楽団体である「音楽家の国民戦線」を積極的に支持した。戦後、BBCサード・プログラムで18世紀から20世紀にわたる多数のフランス音楽を指揮した。1950年、フランス国立放送管弦楽団の首席指揮者に就任したが、1952年3月7日にローマで心臓発作を起こし、その後は麻痺が残って音楽生活に終わりを告げた。10年以上にわたって寝たきりの生活を送った後、1963年にパリで没した。
デゾルミエールは同時代の作曲家の作品を多く指揮したが、その一方でラモー、カンプラなどのフランスのバロック音楽の復興にも尽くした。録音で特筆すべきものとしては1941年のドビュッシー『ペレアスとメリザンド』の初の全曲録音があげられる。

## 初演歴
- ダリウス・ミヨー：バレエ音楽『サラダ』（1924年、バレエ・スエドワ）
- エリック・サティ：バレエ音楽『本日休演』（1924年、バレエ・スエドワ）
- セルゲイ・プロコフィエフ：バレエ音楽『鋼鉄の歩み』（1927年、バレエ・リュス）
- オリヴィエ・メシアン：合唱曲『神の現存についての3つの小典礼』（1945年）
- モーリス・デュリュフレ：レクイエム（1947年）
- フランシス・プーランク：シンフォニエッタ（1948年）
- アンリ・デュティユー：交響曲第1番（1950年）
- ピエール・ブーレーズ：カンタータ『水の太陽』（1950年）